# Karolina Prek
Karolina Prek (niekiedy Preck), z domu Rucka – polska właścicielka ziemska.

## Życiorys
Pochodziła z rodziny Ruckich. Była żoną Stanisława Romana Preka (1794-1869, oficer wojsk polskich, powstaniec listopadowy). Miała z nim syna Stefana Tadeusza.
Była właścicielką dóbr tabularnych Zagórze (lata 50.) (według stanu z 1868 tymi dobrami władali już jej spadkobiercy). Ponadto posiadała dobra Pantalowice; w latach 50. i 60 wraz z Zofią Szumanczowską, a według stanu z 1870 jako samodzielna właścicielka. Po niej dobra objął syn Stefan Prek: w Pantalowicach i w Zagórzu.